# وورملینگن (روتنبورگ)
وورملینگن (به آلمانی: Wurmlingen) یک منطقهٔ مسکونی در آلمان است که در روتنبورگ آم نکا واقع شده است. وورملینگن ۲٬۴۸۷ نفر جمعیت دارد.